# ModNation Racers
ModNation Racers es un videojuego de carreras diseñado por Sony Computer Entertainment, San Diego Studio y United Front Games para los sistemas PlayStation 3,  PlayStation Portable y PlayStation Vita. Se publicó oficialmente en todo el mundo el 25 de mayo de 2010.

## Historia
Tras la conferencia E3 de 2009, Sony prometió un videojuego que sería algo totalmente diferente a los demás, sería una mezcla de LittleBigPlanet y Mario Kart, y que sería el segundo título con el lema «Juega, Crea, Comparte», detrás de LittleBigPlanet, donde el jugador podía crear los mundos y personajes, jugar en ellos y con ellos, y luego publicarlos en la red. Sony dijo que finalmente se iría a publicar en mayo de 2010.

## Forma de Juego
De la misma manera que LittleBigPlanet, este juego es representado por el lema «Juega, Crea, Comparte». De esta manera, además de jugar un típico juego de karts, tienes la peculiar posibilidad de crear tus propios personajes («Mods»), tus karts y tus propias pistas, además, claro, de compartirlas a través de PlayStation Network
Hay tres áreas diferentes del juego que, en conjunto, consolidan al lema.

### Base de Creación
En este salón-estudio tu puedes crear tus propios mods y karts como te los imagines... claro que con ciertos límites.
La creación de mods te brinda la posibilidad de elegir los colores base del mod, su textura, elegir diferentes estilos de ropa y tatuarlos/pintarlos con garabatos, objetos y simbología de todo tipo. En este aspecto, los creadores expertos logran brindar al mod características que no tienen estandarizado como colas, bocas u ojos diferentes.
La creación de karts es muy similar al de mods, pero en vez de cosas personales como ropa o voz, el kart posee diferentes partes intercambiables como la carrocería o el motor.
A diferencia de los otros dos estudios, el estudio de circuito usa otra interfaz. Aquí es donde se luce este juego.
Al iniciar señalas donde y por donde será el trazado, luego, podrás modificarlo para que sea más alpinado, alto, estrecho, bajo, etc. Así como poder modificar la forma del suelo.
Después de fijar lo básico, se puede optar por desvíos -o atajos, dependiendo de su forma de inserción- así como migas de pan (Estos señalan a la IA por donde puede pasar, siendo posible utilizar el suelo o las decoraciones como camino).
La decoración de la pista va desde las vistosas casas o animales de granja hasta las vainas y las, comúnmente usadas en otros juegos, rampas de aceleración.
Otros detalles como nivel de agua o posición solar serían detalles finales.
Además de estos apartados está la base de compras, lugar donde se desbloquea todo tipo de accesorios de creación. Estos son tanto contenido descargable de PlayStation Network como las piezas estándar que inician bloqueadas y que se desbloquean al azar y por fichas, estas, recolectables en el modo Campeonato (o modo Historia).
Está por último el apartado de compartir, donde se puede descargar creaciones de los demás, así como cargar o administrar cualquier creación tuya.

### ModSpot
Esta zona es un espacio virtual donde varios jugadores en línea (en caso de estar conectado) pasan y se encuentran antes de sus eventos.
Desde aquí se puede acceder a los eventos de competición, estos son juegos en línea, carrera rápida, multijugador (pantalla dividida) y Campeonato, en el centro de los eventos de competición se ubica una estatua con la información del jugador con más PE de todos.
Para obtener puntos PE se necesita jugar en carreras PE (estas son en línea), así como lograr que tus creaciones sean descargadas y jugadas.
También se puede localizar los mods y los karts más descargados de la semana, la entrada a la base de creación, las mejores pistas, lo nuevo en contenido descargable y una pantalla que indica que jugadores comparten el mod spot (existen varios mod spot paralelos y un jugador solo existe en uno). Por último vuelta candente es una competición de prueba de tiempo en una pista creada muy popular, los mejores records también ganan PE. (El nivel máximo que puede alcanzar un jugador de PE es 30)

### Modo de juego
En este juego existen dos conceptos básicos. El turbo y la caja-bomba (las armas se obtienen en vainas alrededor de la pista)

#### Turbo
El turbo puede ser recolectado de cuatro formas.
- En Derrapes
- En tiempo en el aire
- En Rebufo
- En ataques

El turbo nada más puede guardar hasta 20'000 unidades de este.
Al derrapear se gana turbo lentamente, pero al alcanzar los primeros 5'000, por cada segundo se gana, en promedio, otros 1'000 más. Además este es el medio más eficaz de conseguir turbo. Mas sin embargo es la manera más difícil de asegurarlo. Si te atacan, te caes o solamente chocas contra el muro y sigues derrapando, perderás todo el turbo que iba a ser recolectado.
Al saltar se ganan «puntos de turbo» hasta caer en el suelo, además, se puede hacer giros completos para ganar aún más. (Por cada giro ganas 2'500, pero si no caes para al frente no ganas por ningún giro hecho)
Al atacar con un arma exitosamente contra un rival, ganas 2'500 de turbo.
El Turbo puede ser usado básicamente para impulsarte cuando desees (hasta que tu medidor llegue a cero) pero también puede usarse para tres metas más.
Puedes usarlo para activar interruptores de tiro al blanco, los cuales, afectan de una u otra manera el juego temporalmente (dependiendo de su configuración) al hacer esto gastas 2'500.
También se puede usar para embestir a otro jugador. Si fallas en darle, no se te regresan los 2'500 gastados, pero se te reembolsa 3'750 por una embestida exitosa.
Al final se puede usar como escudo. Esta es una defensa solo para expertos ya que por segundo pierdes 10'000 puntos. Por si fuera poco solo se activa al presionar un botón (no es automático) y se debe conocer muy bien las armas para saber cuando activarlo al ser amenazado por una de estas. Gasta un mínimo de 5'000; si no se posee esa cantidad, es imposible activar el escudo.

#### La Caja-Bomba
Como complemento rudimentario de los karts de carreras, aquí se sitúan las armas de los jugadores. Estas son obtenidas por medio de vainas y se dividen tanto por tipo de arma como por el nivel de esta (se aumenta el nivel de 1 a 3 por cada vaina recogida mientras se mantiene sin utilizar el arma)
Además de su uso común, estas se pueden usar como armas secundarias (minas dejadas para atacar jugadores de atrás.
| Nivel y tipo de arma | Arma Explosiva | Arma Eléctrica | Arma Sónica | Impulso | Arma Secundaria |
| -------------------- | --- | --- | --- | --- | --- |
| Nivel 1              | MK II - Un misil que puede dar a un único objetivo. Lo que lo hace comparable a otras armas es que puede rebotar contra el muro limitadamente, lo que aumenta las posibilidades de dar contra un rival, sin embargo, puede dañar a su emisor también.                                                                                             | Buscarrayos - Un arma instantánea que se dispara en línea recta. Si da en el blanco y otro(s) rival(es) están cerca del choque, este(os) también se electrifican. Por el contrario es difícil de usar.                                                 | Bomba Sónica - Propaga un ruido estruendoso de forma circular que deja paralizado a cualquier rival en su alcance desde el kart emisor. | Inicio de Salto - Utilizado para impulsarte como al pasar sobre una rampa de aceleración. (Su modo secundario revienta al instante y deja un charco resbaladizo, mientras más alto sea el nivel, más tiempo dura el charco). | Esta daña al rival que lo toque de tal manera como el tipo de arma original, a nivel 1, esta no dura más de tres segundos, por lo que después explota. Solo es aconsejable utilizarlo cuando varios competidores se encuentran detrás tuyo. |
| Nivel 2              | Enjambre - Dos misiles teledirigidos van contra el siguiente jugador. Debido a que el tiempo entre el impacto de uno u otro misil es aleatorio, el escudo puede consumir entre poco o mucho Turbo para una defensa exitosa. Si hay un Arma Secundaria en su camino, un misil se desperdicia para eliminarlo, al segundo, el ataque queda anulado. | Rayo en Cadena - Un rayo se dirige al siguiente corredor. Independientemente de que tenga éxito o no, su impacto puede electrificar a los rivales cercanos. Este ataque queda anulado con una sola arma secundaria.                                    | Cañón Sónico - Disparas al frente y al aire varias minas sónicas cuales impactan contra el suelo. Además de poder atacar a varios jugadores, puede activar las alarmas de otros más como si se tratase de una ruptura Sónica, lo que puede ocasionar pánico y hacerles perder Turbo por medio del Escudo. | Supercargador - Simula como ser un turbo completamente cargado. Este impulso con esa potencia es ventajoso en una recta. | Similar al del nivel 1, pero este no revienta hasta ser tocado. |
| Nivel 3              | Hidra - Lanzas decenas de misiles que se dirigen como varios enjambres individuales contra cualquier rival al frente tuyo. El tiempo entre el primer y el último impacto puede ser más grande que dos segundos, por lo que tener el turbo cargado no garantiza salir intacto.                                                                     | Tormenta de Rayos - Lanzas un exaltador de nubes al cielo y este provoca una tormenta que electrifica a todos los rivales al frente tuyo. Con la alarma es fácil de evitar este ataque, pero requiere experiencia, por lo que es letal contra novatos. | Ruptura Sónica - Lanzas un propagador de ruido que destruye toda arma secundaria y afecta a todo rival al frente tuyo si se atraviesa en su camino. En el mismo caso de la tormenta es fácil de evitar, por lo que es efectivo contra novatos, sin embargo, a veces ataca más rápido de lo esperado o es difícil de calcular en qué momento hay que utilizar el escudo cuando este no está a la misma altura del jugador. Es la única arma de nivel tres que queda anulada por límite de tiempo. | HiperSalto - Abres un portal que te adelanta instantáneamente por la pista. Mientras más alejado del primer lugar te encuentres, más te ataja. Los rivales detrás tuyo pueden acercarse al portal y aprovecharse de este.    | Igual que la de nivel 2, solo que tiene además un radio de explosión (Basta con que el rival se acerque a ese radio) |

Las armas explosivas son las únicas que destruyen gráficamente el kart de la víctima. Por ende, son las únicas que causan un restablecimiento del jugador en la pista.

## Argumento
Todo empieza con el comienzo de la MRC (ModNation Racing Championship) cuál es presentado por los comentaristas Biff Tradwell y Gary Reasons. Ellos, como parte del diálogo, explican que las carreras han sido el deporte más importante de la historia en este universo ficticio, y que desde jóvenes, los mods sueñan con ser grandes corredores. Así es como sigue su vida Tag quien, en ese momento, grafiteaba su kart.
Su madre (Conocida por todos como "Mamá" gracias a su negocio de venta de pintura) lo apoyó con que el entre al campeonato, y como ella descubrió que lo único que se necesitaba era un kart y un jefe de mecánicos, obtienen la ayuda de un excorredor conocido como "Jefe", quien dejó las carreras por un accidente que le había causado su rival, un italiano llamado Espresso, y que lo había dejado en coma.
Teniendo un veterano corredor como jefe de mecánicos, Tag, como un novato prometedor, empezó con pocos obstáculos. Hasta que su tío Richard le propone firmar para el. Todo sería perfecto salvo que la compañía del Tío Richard, Conservative Motors, tenía un enfoque en coches baratos, monótonos y de baja reputación. Tag niega el contrato, sin embargo, Richard parecía no haberse dado por vencido.
Mientras que el seguía compitiendo, y, Biff avergonzaba en público a Gary, se hace mención del actual campeón de la MRC, Espresso, quien por su orgullo, dudaba que alguien pueda destronarlo.
En pleno campeonato, Jefe se da cuenta de que la Caja-Bomba (Artilugio estándar donde se almacenan las armas de los pilotos) de Tag estaba seriamente dañada a pesar de estar diseñada para ser indestructible. Dado el alto precio de esta, Jefe se muestra decepcionado, y aunque Mamá pregunta si, como eran indestructibles, el aún conservaba su Caja-Bomba después de su accidente, él se quejó de que esa era la razón de dejar de correr.
Para peor, mientras Jefe trataba de repararla días después, este cae en coma al recibir la explosión de una bomba instalada en el kart.
Sin Kart y sin dinero, Tag firma con CM, pero el gusto de Richard le dura poco pues Jefe despierta de su segunda coma y admite que dejó de correr por vergüenza, por lo que aún tenía su Caja-Bomba.
En la carrera final, Espresso y Tag al fin compiten, y, al triunfar sobre el italiano, Richard demanda a Tag de que la victoria también era suya, pues, jamás se abolió el contrato. Para revés legal suyo, la policía encuentra a este culpable de instalar la bomba en el kart de Tag. Más tarde, Biff y Gary terminan de comentar la conclusión del campeonato, pero, debido a una ofensa más por parte del primero, Gary se lleva la gloria de comentar solo al aplicarle a Biff un pellizco paralizante (como el Pellizco vulcano) que lo deja inconsciente.
Como parte de sus anécdotas, se ve a Espresso intentar robar, agonizantemente, el trofeo de la MRC diciendo que era suyo, pero Jefe lo golpea de tal manera que salió volando hasta quedar varado en la curva 3 (la misma donde Jefe colisionó para colmo de Espresso).

## Versión PSP y PS Vita
La versión para PSP es adaptada de la versión para PS3 (PlayStation 3), aun así el juego es bastante entretenido. El juego cuenta con modos de carrera de hasta 6 corredores, todos ellos con el mismo nivel de dificultad [Fácil, Normal, Difícil]. Con la ayuda de las vainas y de los objetos de su interior, el jugador podrá derribar a los demás corredores para abrirse paso hasta la meta. Además de usar objetos, también se puede embestir, pisotonear (habilidad solo disponible para la versión PSP, no para PS3), usar el escudo y por último usar el turbo, que permite aumentar la velocidad del vehículo. La parte más importante del videojuego es el turbo, porque sirve para embestir, pisotonear, protegerse e ir más veloz. Contiene carreras en línea de alta calidad y de mucho realismo, donde el usuario podrá correr en circuitos publicados y prediseñados, y además, podrá correr contra 5 jugadores más en tiempo real. La versión de PS Vita se llama ModNation Racers: RoadTrip.El juego contiene más cosas que la versión de PSP, en la de PS Vita trae nuevas pistas de carreras, en la que puedes correr contra 8 corredores, nuevos objetos y una novedad en la sona de creación, pero todo lo demás viene de la versión de PS3.

## Versión PS3
La versión para PS3 (PlayStation 3) contiene gráficos de alta calidad de hasta 720p. El jugador podrá correr contra 11 rivales, que lucharán por conseguir el primer puesto. El modo historia está completo de niveles y desafíos que pueden retar a cualquiera, desde los muy principiantes hasta misiones para los más expertos del juego. El usuario también puede utilizar los cuatro elementos (sónico, misil, rayo, salto) para vencer a sus rivales; la versión de PS3 es diferente a la de PSP, ya que en la versión de PS3, los cuatro objetos se pueden mejorar por niveles conforme se consigan más objetos (hasta un máximo de un nivel 3). El realismo de este juego es un gran logro (derrapes, embestidas, terreno, escenarios, etc.), ya que gracias a la tecnología avanzada de PS3 se puede crear un juego entretenido y muy divertido si se juega con amigos. El jugador podrá crear sus propios Mods, karts e incluso, sus circuitos de una manera fácil y sencilla. La carrera en línea es sorprendente, ya que se puede correr con hasta 12 jugadores e incluso en pantalla dividida (dos jugadores pueden jugar con una PlayStation 3 con hasta 10 jugadores más).

## Modo En línea
En ambos juegos se pueden compartir creaciones y correr en línea con personas de todo el mundo vía Wi-Fi o vía Ethernet (PS3), además de poner ver las clasificaciones mundiales de corredores de todos los países. Actualmente, se expanden cada vez más las creaciones que se publican llegando a las 100.000 publicaciones desde su estreno. Las carreras en línea están muy bien pensadas, ya que dos jugadores pueden jugar desde una PS3 contra 11 corredores. Los niveles permiten definir al jugador si es profesional o novato dependiendo del número en el que este, por ejemplo, el nivel 1 representa que el conductor es novato. Se pueden compartir Mods, karts e incluso, circuitos, con los que el jugador podrá descargarlos y correr en ellos. Las carreras PE sirven para subir de nivel, dependiendo de la posición en la que quedes en cada carrera, subirás experiencia e irás subiendo de nivel.

## Valoración
Muchas compañías que se dedican a evaluar videojuegos, ya han dado la nota de este videojuego:
- Gamezone 9/10
- IGN.com 9/10
- Videogamer 8/10
- Gametrailers 7,5/10
- Viciojuegos 9/10

Algunos usuarios se han puesto en contra, ya que en la versión de PSP, la mayoría de compañías han valorado el juego con un 7,2.